# Брајтон (Илиноис)
Брајтон (енгл. Brighton) град је у америчкој савезној држави Илиноис.

## Демографија
По попису из 2010. године број становника је 2.254, што је 58 (2,6%) становника више него 2000. године.
| Група             | 2000.         | 2010.         |
| Белци             | 2.142 (97,5%) | 2.200 (97,6%) |
| Афроамериканци    | 1 (0,0%)      | 3 (0,1%)      |
| Азијати           | 10 (0,5%)     | 0 (0,0%)      |
| Хиспаноамериканци | 24 (1,1%)     | 25 (1,1%)     |
| Укупно            | 2.196         | 2.254         |